# Hypselothyrea spinifera
Hypselothyrea spinifera är en tvåvingeart som beskrevs av Toyohi Okada 1980. Hypselothyrea spinifera ingår i släktet Hypselothyrea och familjen daggflugor. Inga underarter finns listade i Catalogue of Life.